# Sergej Fuchs

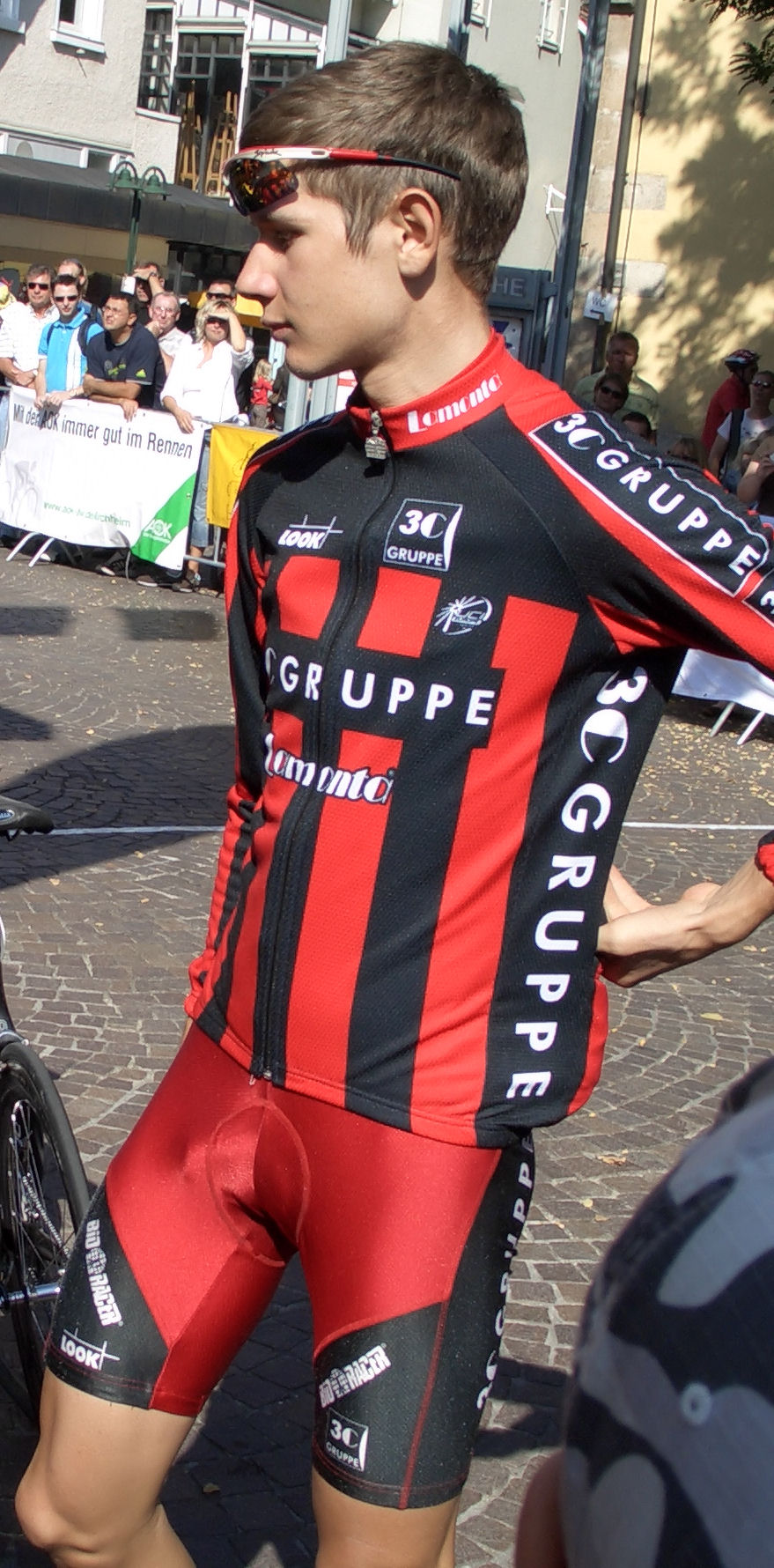
Sergej Fuchs 2007 im Team-Trikot

Sergej Fuchs (* 21. Februar 1987 in Qaraghandy, Kasachische SSR, Sowjetunion) ist ein ehemaliger deutscher Radrennfahrer.

## Karriere
Fuchs begann mit dem Radsport beim MTV 49 Holzminden. Im Jahr 2006 schloss er sich dem UCI Continental Team Heinz von Heiden an und machte erstmals durch seinen 4. Platz bei der Olympia’s Tour 2008 in den Niederlanden auf sich aufmerksam. Die Thüringen-Rundfahrt beendete er als 11. und bei der Sachsen-Tour wurde er bester Nachwuchsfahrer auf dem 13. Gesamtrang. Seine Qualitäten als Rundfahrer bewies er mit dem 5. Platz bei der Regio-Tour und bei der Tour de l’Avenir, einer wichtigen Rundfahrt für Nachwuchsfahrer, mit dem 13. Platz. 2009 wechselte Fuchs zu Rabobank Continental. Hier konnte er mit Platz 6 bei der Thüringen-Rundfahrt und konnte die Tour de l’Avenir als Dritter beenden. Bei den Deutsche Straßen-Radmeisterschaften im Einzelzeitfahren wurde Sechster. 2010 fuhr er für das Team Nutrixxion Sparkasse wurde Vierter bei der Fleche du Sud sowie Sechster bei der Czech Cycling Tour und der Tour of China. 2012 wechselte er zum Team NSP-Ghost konnte aber keine nennenswerte Ergebnisse mehr vorweisen. Nach der Saison 2013 beendete er seine Karriere.

## Erfolge
2008
- Nachwuchswertung Sachsen-Tour